# Georges Besse
Pour les articles homonymes, voir Besse.
Ne doit pas être confondu avec le footballeur George Best, ni avec Albert-Georges Bessé, peintre et graveur.
Georges Besse, né le 25 décembre 1927 à Clermont-Ferrand et mort assassiné le 17 novembre 1986 à Paris, est un chef d'entreprise français. Il a dirigé plusieurs grandes entreprises françaises contrôlées par l'État. Son assassinat est le fait de l'organisation terroriste d'extrême gauche Action directe.

## Biographie

### Carrière
Fils d'un poseur et réparateur de lignes aux PTT, Georges Besse effectue ses études à l'École polytechnique (promotion 1948), puis à l'École des mines.
Directeur général en 1958 de la société USSI travaillant dans le domaine nucléaire, il est chargé par le général de Gaulle de doter la France de l'arme nucléaire — ce qui a été le cas à partir de 1960 — et de promouvoir le domaine de l'énergie nucléaire civile.
Il intègre une filiale d’Alcatel en 1964 et devient ensuite directeur général adjoint de CIT-Alcatel.
En 1973, il fonde la société Eurodif sur le site nucléaire du Tricastin : il en devient le président du directoire en 1974.
Deux ans plus tard, il est nommé directeur général de la Cogema et il en devient le président-directeur général en 1978.
Il devient président-directeur général de Pechiney-Ugine-Kulmann en 1982. À ce moment, ce conglomérat d'environ 90 000 salariés est en très grande difficulté financière. Toutes les branches d'activité, sauf l'aluminium, perdent beaucoup d'argent. Georges Besse arrive à vendre Ugine-Aciers à Sacilor et la chimie à Elf-Aquitaine, Charbonnages de France et Rhône-Poulenc. Il obtient un apport de fonds propres de l'État de 7,8 milliards de francs et des prêts participatifs de 1,6 milliard. La logique industrielle le poussait à fermer les activités cuivre, très déficitaires par manque de productivité, mais il n'arrive à réduire les effectifs que de 4 900 à 3 000 personnes, face à la résistance du gouvernement socialiste.
Il cède son fauteuil de PDG de Pechiney à Bernard Pache lorsqu'il est nommé président-directeur général de la régie Renault en 1985.

### Assassinat
Georges Besse est assassiné en bas de son domicile, 16 boulevard Edgar-Quinet dans le 14e arrondissement de Paris, par le groupe « Action directe » (commando « Pierre Overney », du nom du militant maoïste tué par un agent de sécurité de Renault). Il est atteint par trois balles, dont l'une à la tête, les témoins ayant vu deux jeunes femmes tirer avant de s'enfuir. Quatre personnes sont arrêtées trois mois plus tard : Nathalie Ménigon, Joëlle Aubron, Jean-Marc Rouillan et Georges Cipriani.

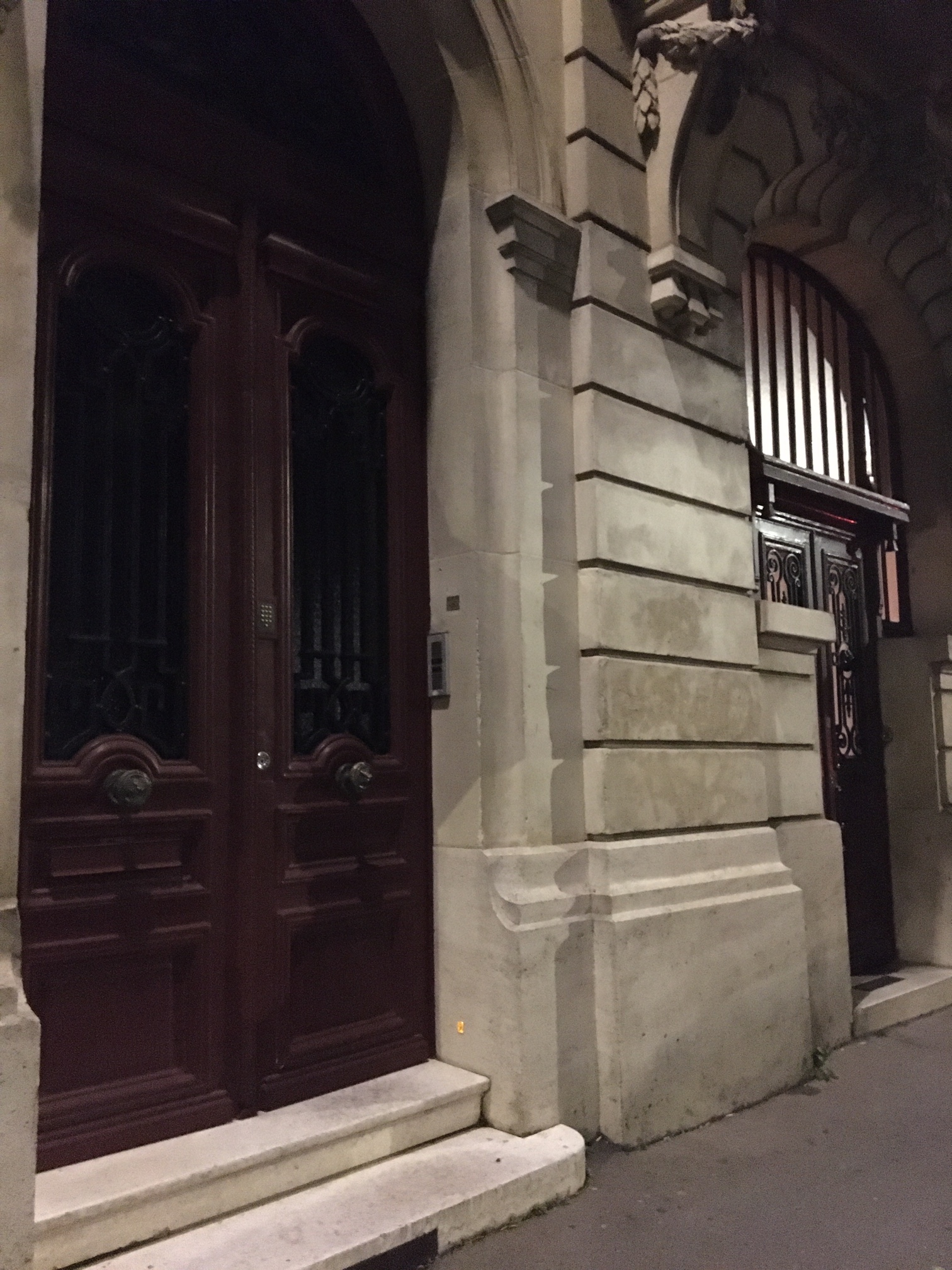
Entrée de l’immeuble où fut assassiné le patron de la Régie Renault.

Action directe a revendiqué son assassinat en raison de ses fonctions de PDG de la régie Renault et des « dégâts sociaux provoqués par les décisions de licenciements massifs ». Quant à Pierre Overney, sa mort est survenue des années avant que Georges Besse ne prenne la direction de Renault. Les assassins de Georges Besse ont été condamnés à la réclusion criminelle à perpétuité et ont été mis en liberté conditionnelle après plus de vingt ou vingt-cinq ans de détention, au cas par cas, souvent pour des raisons de santé. Deux d'entre eux ont à nouveau été incarcérés pour des raisons de procédure, puis à nouveau libérés.
Des théories alternatives ont été émises sur les raisons de son assassinat :
- son implication dans les ventes françaises du nucléaire militaire à l'Iran et l'Irak de Saddam Hussein[5] ;
- selon la journaliste Dominique Lorentz dans son enquête intitulée Une guerre, publiée en 1997[6], il pourrait exister un lien entre les attentats de l'époque en France et le non-paiement de la dette de la France à l'Iran concernant sa participation à Eurodif. Le même jour en effet, la France a remboursé 330 millions de dollars à l'Iran pour Eurodif (fondé par Georges Besse), mais a refusé « officiellement » de procéder à toute livraison d'uranium enrichi[7].

## Hommages

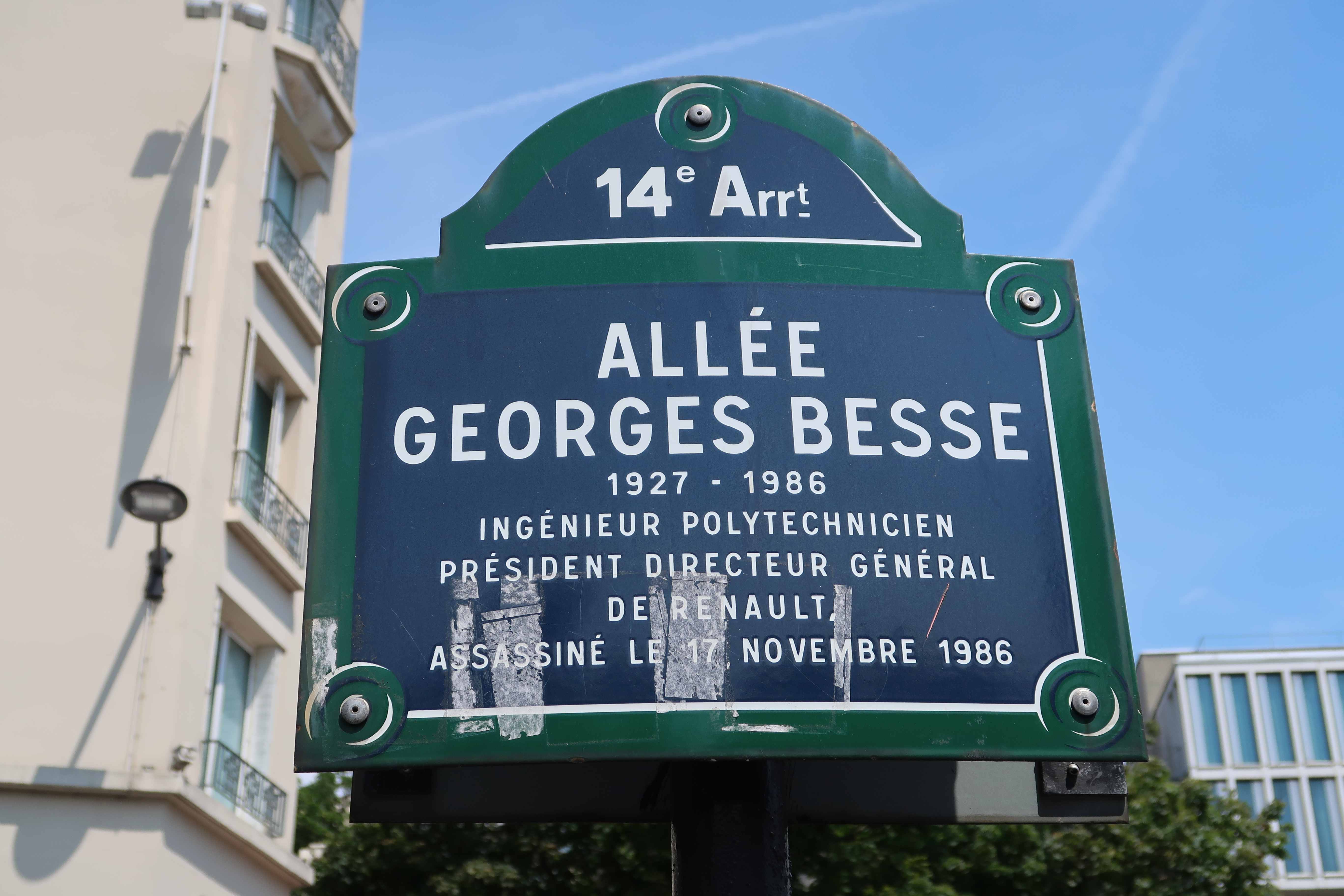
Plaque de l'allée Georges-Besse (Paris).

- Eurodif a donné son nom à son usine d'enrichissement d'uranium du site nucléaire du Tricastin en 1988.
- Renault a donné son nom à son usine de Douai.
- En mars 1987 a été créée une fondation portant son nom, la « fondation Georges Besse » (sous l'égide de la Fondation de France), chargée « d'aider des élèves ingénieurs particulièrement brillants, mais empêchés par de sérieuses difficultés matérielles, de développer le potentiel intellectuel et humain qui est en eux ».
- L'entrée principale des visiteurs du Technocentre Renault de Guyancourt se situe place Georges-Besse.
- L'allée Georges-Besse, l'une des allées parisiennes du boulevard Edgar-Quinet (lieu de son assassinat) porte son nom.
- Le collège de Loches porte le nom de Georges Besse.
- Le parc scientifique de Nîmes porte son nom.
- Son nom a été donné à une place du quartier Rive de Billancourt, sur les anciens terrains Renault réaménagés à Boulogne-Billancourt.
- L'usine remplaçant Eurodif porte le nom de Georges-Besse II.
- Une rue de la zone industrielle de sa ville natale, Clermont-Ferrand, située non loin de la succursale Renault, porte son nom.
- Une rue de la zone industrielle de la ville d'Erstein en Alsace porte son nom.

## Documentaire télévision
- Faites entrer l'accusé, présenté par Christophe Hondelatte, en février 2005, novembre 2006, septembre 2007 et novembre 2009, Action directe, l'assassinat de Georges Besse, sur France 2.